# Двое робких
«Двое робких» (фр. Les deux timides, 1928) — французский художественный фильм Рене Клера. Экранизация известного водевиля XIX века Э. Лабиша и Марк-Мишеля.

## Сюжет
Застенчивый и неопытный адвокат Фремисен защищает Гараду, обвиняемого в плохом обращении с женой. От защиты Фремисена толку мало, так что Гараду приговорён к тюремному заключению.
Два года спустя Фремисен влюбляется в прекрасную Сесиль и пытается завоевать её сердце. А тем временем овдовевший и вышедший из тюрьмы Гараду просит у отца Сесиль её руки — против её воли.

## В ролях
- Пьер Батшефф — Фремисен
- Джим Жеральд — Гараду
- Вера Флори — Сесиль Тибодье
- Морис де Феради — Тибодье
- Франсуаза Росай
- Жаклин Лоран
- Мадлен Гуити
- Леон Лариве
- Франсуаза Розе — тётя

## Создание
После успеха предыдущего фильма «Соломенная шляпка» Рене Клер и Александр Каменка, его продюсер и руководитель кинокомпании «Альбатрос», хотели развить достигнутый успех лентой «Двое робких». Эти фильмы также объединяет и то, что они основаны на драматургии Эжена Лабиша, объединив в сценарии две небольшие пьесы комедиографа. По этому поводу Марсель Карне заметил: «Первая встреча с Лабишем настолько обрадовала Рене Клера, что он не мог устоять перед искушением глубже узнать этого автора».

## Критика
По наблюдению Жоржа Садуля «Двое робких» находится несколько в тени более оригинального фильма «Соломенная шляпка», а успех фильма был менее значительным, несмотря на ставший знаменитым эпизод выступления адвоката в исполнении Пьера Батшева, переданного языком субъективных образов: «Построение сценария не было достаточно строгим, и стремление спародировать детективный фильм лишь утяжеляло его».
По мнению Жака Лурселя единственным оригинальным художественным ходом картины стало изобретательное использование полиэкрана, когда экран делится на несколько участков пространства. За исключением этих эпизодов фильм представляет собой неудачную экранизацию Лабиша: «превратившая великолепный жанровый этюд в немощную и пошлую комедию, к которой добавлены бурлескные и детективные повороты и ситуации, в лучшем случае — избыточные, в худшем — откровенно бредовые».